# 日本馬術連盟
公益社団法人日本馬術連盟（にほんばじゅつれんめい、英: Japan Equestrian Federation、略称日馬連（にちばれん）、JEF）は、日本における馬術競技の国内競技連盟として馬術競技の振興を目的とした公益社団法人である。

## 概要
1922年に日本乗馬協会が設立。これを前身として1946年5月に社団法人日本馬術連盟が発足した。国際的には国際馬術連盟（FEI）やアジア馬術連盟へ加盟している。また国内的には公益財団法人日本オリンピック委員会、公益財団法人日本スポーツ協会に加盟している。役員の構成として、常陸宮妃華子が名誉総裁として奉戴している。
都道府県における馬術統括組織（県馬連）および全国規模の馬術組織ならびに理事会で選任する若干名の学識経験者をもって「正会員」と称し、これをもって法人の「社員」となす。正会員団体の構成員であって日馬連の目的に賛同する個人または団体を「登録会員」とする。個人登録会員のみが騎乗者資格（後述）の認定を受けることができ、騎乗者資格を持つ者と登録された乗馬のみが日馬連主催または公認の競技会に出場できる。

## おもな事業
- 馬術の普及・振興[1]
- 会員と乗馬の登録[1]
- 競技規則の制定および各種資格の認定[1]
  - 障害馬術、馬場馬術、総合馬術およびエンデュランスを公式種目とする[6]。
- 選手の強化[1]
- 競技会の開催[1]
  - 主催競技会：全日本障害馬術大会、全日本馬場馬術大会、全日本総合馬術大会、全日本エンデュランス馬術大会、全日本ジュニア障害馬術大会、全日本ジュニア馬場馬術大会、全日本ヤング総合馬術大会および全日本ジュニア総合馬術大会[7]
  - 共催競技会：国民体育大会馬術競技[8]
- 国際競技会へ人馬の派遣[1][3]

## 騎乗者資格規定
C級からA級までの3段階の中に分割された計7段階の資格があり、それぞれ以下のように位置づけられている。なお、受験に際して受験者は日本馬術連盟の会員登録が必要である（「日本馬術連盟認定騎乗者資格規程」第16条）。他団体の資格を有している者が移行することもできる（同19条）。
A級
FEI公認国際競技会（国際競技会）へ出場するため必要な資格で、日本馬術連盟個人会員B資格取得者で、国内での豊富な競技経験を持つこと（書類審査のみ）。
A級エンデュランス限定
エンデュランスに限定した国際競技会へのエントリーができる。
B級
主催競技会・公認競技会に出場するために必要な資格で、日本馬術連盟の認定する審査会で合格し付与される。試験科目は、筆記と実技。受験資格は、日本馬術連盟個人会員であること及びC級資格を取得していること。
B級 馬場馬術限定
馬場馬術に限定したB級。
B級 エンデュランス限定
エンデュランスに限定したB級。
エンデュランスC級
C級資格者がB級（エンデュランス限定）を受験するための基礎資格
C級
B級およびB級馬場限定騎乗者資格の受験資格。エンデュランスC級騎乗者資格の受験資格。指定の運動課目と筆記試験。
過去にはD級も存在したが、2005年度の改正により廃止された。

## 基盤団体
- 各都道府県馬術連盟（県馬連）
- 組成団体
  - 日本乗馬少年団連盟
  - 全日本高等学校馬術連盟
  - 全日本学生馬術連盟
  - 日本社会人団体馬術連盟

## 関連事項
- 乗馬
- 馬術
- 陸軍騎兵学校
- 習志野原
- 日本中央競馬会 - 歴代の理事長が本連盟の理事に就任。
- 全国乗馬倶楽部振興協会
- 菅井友香（元欅坂46→櫻坂46） - 2017年から2021年まで連盟のスペシャルアンバサダーを務めた。